# 이훈 (1965년)
이훈(李薰, 1965년 9월 6일 ~ )은 대한민국의 정치인이다.

## 학력
- 서울면중초등학교 졸업
- 중화중학교 졸업
- 대원고등학교 졸업
- 서강대학교(사학과) 학사

## 경력
- 1992 ~ 1996: 국회의원 박지원 비서관
- 1996 ~ 1997: 새정치국민회의 김대중 총재 공보비서
- 1998 ~ 2001: 청와대 1부속실
- 2001 ~ 2002: 청와대 정책특보·비서실장 비서관
- 2002 ~ 2003: 청와대 국정상황실장
- 2006 ~ 2008: IMPETUS CAPITAL(싱가폴 소재) 한국영업대표
- 2009 ~ 2012: 태한글로벌로지스틱스 공동대표
- 2010 ~ 2013: 민주당 정책위원회 부의장
- 2009 ~ 2016: (주)대유에이텍 감사·고문(비상임)
- 2010 ~ : (사)행동하는양심 이사
- 2015 ~ 2016 : 새정치민주연합→더불어민주당 당무혁신실장
- 2016.05 ~ 2020.05: 제20대 국회의원(서울 금천구, 더불어민주당→무소속→더불어시민당→더불어민주당, 초선)
  - 2016.06 ~ 2018.05: 제20대 국회 전반기 운영위원회 위원
  - 2016.06 ~ 2017.07: 제20대 국회 전반기 산업통상자원위원회 위원
  - 2016.07 ~ 2017.07: 제20대 국회 민생경제 특별위원회 위원
  - 2017.07 ~ 2018.05: 제20대 국회 전반기 산업통상자원중소벤처기업위원회 위원
  - 2018.07 ~ 2020.05: 제20대 국회 후반기 산업통상자원중소벤처기업위원회 위원
  - 2018.10 ~ 2019.06: 제20대 국회 후반기 에너지특별위원회 위원
  - 2018.12: 제20대 국회 공공부문 채용비리 의혹과 관련된 국정조사특별위원회 위원
  - 2019.10 ~ 2020.05: 제20대 국회 후반기 예산결산특별위원회 위원
- 2016.05 ~ 2018.05 : 더불어민주당 원내부대표(협치)
- 개혁신당 전략기획위원장
- 개혁신당 전략기획부총장
- 새로운미래 사무총장
- 새로운미래 공천관리위원
- 2024.03~2024.04 새로운미래 제22대 국회의원 선거 선거대책위원회 선거대책본부장

## 전과
- 특수공무집행방해, 폭력행위등처벌에관한법률위반, 집회및시위에관한법률위반: 징역 1년 집행유예 2년 - 1987년 5월 2일 선고[1]
- 집회및시위에관한법률위반: 징역 1년 집행유예 2년 - 1987년 12월 28일 선고, 1988년 2월 7일 특별사면[1]

## 역대 선거 결과
| 실시년도 | 선거   | 대수 | 직책     | 선거구      | 정당         | 득표수   | 득표율          | 순위 | 당락 | 비고 |
| -------- | ------ | ---- | -------- | ----------- | ------------ | -------- | --------------- | ---- | ---- | ---- |
| 2016년   | 총선   | 20대 | 국회의원 | 서울 금천구 | 더불어민주당 | 42,635표 | \| \| 38.05% \| | 1위  |      | 초선 |
|          | 38.05% |      |          |             |              |          |                 |      |      |      |

## 소속 정당
| 소속 정당 | 소속 정당      | 소속 기간 | 비고           |
| --------- | -------------- | --------- | -------------- |
|           | 평화민주당     | 1988~1991 | 정계 입문      |
|           | 신민주연합당   | 1991      | 당명 변경      |
|           | 민주당         | 1991~1995 | 합당           |
|           | 무소속         | 1995      | 탈당           |
|           | 새정치국민회의 | 1995~1998 | 창당           |
|           | 무소속         | 1998~2003 | 탈당           |
|           | 새천년민주당   | 2003      | 복당           |
|           | 무소속         | 2003      | 탈당           |
|           | 열린우리당     | 2003~2007 | 창당           |
|           | 대통합민주신당 | 2007~2008 | 합당           |
|           | 통합민주당     | 2008      | 합당           |
|           | 민주당         | 2008~2011 | 당명 변경      |
|           | 민주통합당     | 2011~2013 | 합당           |
|           | 민주당         | 2013~2014 | 당명 변경      |
|           | 새정치민주연합 | 2014~2015 | 합당           |
|           | 더불어민주당   | 2015~2020 | 당명 변경      |
|           | 무소속         | 2020      | 탈당           |
|           | 더불어시민당   | 2020      | 입당           |
|           | 더불어민주당   | 2020~2024 | 합당           |
|           | 무소속         | 2024      | 탈당           |
|           | 새로운미래     | 2024      | 창당준비위원회 |
|           | 개혁신당       | 2024      | 입당           |
|           | 무소속         | 2024      | 탈당           |
|           | 새로운미래     | 2024      | 창당           |
|           | 무소속         | 2024~현재 | 탈당           |

## 같이 보기
- 금천구 (선거구)
- 서울 금천구의 국회의원